# Atletismo nos Jogos Pan-Americanos de 1991 - 200 m feminino
As provas dos 200 m feminino nos Jogos Pan-Americanos de 1991 foram realizadas em 7 e 8 de agosto em Havana, Cuba.

## Medalhistas
| Ouro                   | Prata                        | Bronze                     |
| Liliana Allen CUB Cuba | Ximena Restrepo COL Colômbia | Merlene Frazer JAM Jamaica |

## Resultados

### Eliminatórias
| Posição | Eliminatória | Nome                | Nacionalidade      | Tempo | Notas |
| ------- | ------------ | ------------------- | ------------------ | ----- | ----- |
| 1       | 1            | Ximena Restrepo     | COL Colômbia       | 23.41 | Q     |
| 2       | 1            | Idalmis Bonne       | CUB Cuba           | 23.85 | Q     |
| 3       | 1            | Merlene Frazer      | JAM Jamaica        | 23.95 | Q     |
| 1       | 2            | Liliana Allen       | CUB Cuba           | 23.19 | Q     |
| 2       | 2            | Dahlia Duhaney      | JAM Jamaica        | 23.51 | Q     |
| 3       | 2            | Karen Clarke        | CAN Canadá         | 23.79 | Q     |
| 4       | 2            | Claudete Alves Pina | BRA Brasil         | 23.88 | q     |
| 5       | 2            | Shantel Ransom      | USA Estados Unidos | 23.99 | q     |

### Final
Vento: -1.3 m/s
| Posição           | Nome                | Nacionalidade      | Tempo | Notas |
| ----------------- | ------------------- | ------------------ | ----- | ----- |
| Medalha de ouro   | Liliana Allen       | CUB Cuba           | 23.11 |       |
| Medalha de prata  | Ximena Restrepo     | COL Colômbia       | 23.16 |       |
| Medalha de bronze | Merlene Frazer      | JAM Jamaica        | 23.48 |       |
| 4                 | Idalmis Bonne       | CUB Cuba           | 23.64 |       |
| 5                 | Karen Clarke        | CAN Canadá         | 23.71 |       |
| 6                 | Dahlia Duhaney      | JAM Jamaica        | 23.77 |       |
| 7                 | Shantel Ransom      | USA Estados Unidos | 23.97 |       |
| 8                 | Claudete Alves Pina | BRA Brasil         | 24.02 |       |